# Магистраль М6 (Беларусь)
Магистраль М6 соединяет Минск с Гродно. Магистраль начинается от пересечения улицы Притыцкого с Минской кольцевой автомобильной дорогой и следует на запад, огибая города Воложин, Ивье, Лида, Щучин, Скидель, соединяясь с ул. Белуша в Гродно. Часть дороги от Минска до Воложина (47 км) совпадает с М7 E 28. Участок от развязки на 246 км дороги до границы с Республикой Польша также является частью магистрали.
Магистраль М6 является дорогой 1 класса.

## История
Шоссе было построено в 1978 году. Тогда давно существовавшие участки дорог между Гродно и Лидой с одной стороны, и Минском и Раковом с другой — были соединены новым шоссе через Воложин и Налибокскую пущу. Шоссе получило индекс А-236 и было включено в реестр автомобильных дорог общегосударственного значения. Первоначально было двухполосным на всём протяжении.
В конце 1980-х годов начались работы по превращению дороги в скоростное четырёхполосное шоссе: было начато строительство новой автотрассы Минск — Вильнюс М12, которая включила в себя участок А-236 от Минска до деревни Доры.
После распада СССР и смены нумерации в 1993 г., дорога Минск — Гродно получила индекс М6. При этом из-за нехватки средств модернизация трассы шла медленно: к середине 2010-х годов четырёхполосная дорога от Гродно была доведена только до Щучина. Ответвление к границе Польши (пропускной пункт «Брузги») открылся 16 августа 2013 года вместе с новым 250-метровым мостом через Неман. На этом участке трасса двухполосная с широкими обочинами.
В мае 2016 года стартовали работы по модернизации оставшегося двухполосного участка, от Щучина до развязки на Вильнюс. На работы Всемирный банк выделил заём в объёме 300 млн долларов США. По окончании работ трасса на всей протяжённости от Минска до Гродно будет соответствовать европейским стандартам, иметь разделитель между направлениями. Скоростной режим на ней будет увеличен до 120 км/ч. Открытие реконструированного участка неоднократно откладывалось, по состоянию на ноябрь 2018 г. завершить его планируется ко II Европейским играм, которые пройдут в Минске в июне 2019 года.

## Платный режим
С 2013 года на 121,5 км М6 (около половины общей дистанции) действует платный режим для грузового транспорта и легковых автомобилей, зарегистрированных за пределами Евразийского экономического союза. Платные участки: от границы Польши до Щучина, и от МКАД до развязки на Вильнюс.

## Маршрут
Протяжённость маршрута составляет 291,795 км.
| Расст. (прибл.) |  | Название                                                                                | Другие трассы |
| --------------- |  | --------------------------------------------------------------------------------------- | ------------- |
|                 |  | Минская область Минский район                                                           |               |
| 0 км            |  | Минск                                                                                   | М9            |
| 10 км           |  | Дзержинск                                                                               | Р65           |
|                 |  | Воложинский район                                                                       |               |
| 23 км           |  |                                                                                         | М14           |
| 47 км           |  | Ошмяны, Вильнюс                                                                         | М7 E 28       |
| 54 км           |  | Воложин                                                                                 | Р54           |
| 65 км           |  | Воложин                                                                                 | Р56           |
|                 |  | Гродненская область Ивьевский район                                                     |               |
| 117 км          |  | Ивье                                                                                    | Р135          |
| 123 км          |  | Ивье, Новогрудок                                                                        | Р5            |
|                 |  | Лидский район                                                                           |               |
| 150 км          |  | Лида                                                                                    | М11 E 85      |
| 161 км          |  | Лида                                                                                    |               |
| 165 км          |  |                                                                                         | Р11           |
|                 |  | Щучинский район                                                                         |               |
| 201 км          |  | Щучин                                                                                   | Р51           |
|                 |  | Гродненский район                                                                       |               |
| 234 км          |  | Скидель                                                                                 | Р41           |
| 243 км          |  | аэропорт «Обухово»                                                                      |               |
| 246 — 262 км    |  | Гродно                                                                                  | М6            |
| 254 км          |  |                                                                                         | Р44           |
| 260 км          |  |                                                                                         | Р99           |
| 271 км          |  |                                                                                         |               |
| 276 км          |  | Государственная граница Республики Беларусь и Республики Польша МАПП «Брузги»-«Кузница» |               |
|                 |  | Польша                                                                                  | 19            |